# Ferrari 348
O Ferrari 348 é um modelo de carro esportivo de 2 lugares com motor central, produzido pela Ferrari entre os anos de 1989 e 1995. Substituiu o Ferrari 328 e foi substituído pelo F355.

## Geral
O Ferrari 348 fez sua estreia no Salão do Automóvel de Frankfurt de 1989, onde foram apresentadas suas versões TB e TS. Foi o último projeto feito sob a supervisão do estilista-chefe Leonardo Fioravanti. De clara inspiração no modelo Testarossa (posteriormente redesenhado como o 512TR), as suas formas eram mais suaves do que as dos modelos 308/328 mas ainda curvas. Citado por Jeremy Clarkson como um carro "vulgar" e modelo sem muito "purismo" por muitos outros jornalistas de renome no mundo automotivo, o 348 tornou-se referência como o predecessor do Ferrari 355 fabricado a partir de meados dos anos noventa. A distância entre eixos é maior do que no 328, assim como a bitola dos eixos dianteiro e traseiro, dando ao interior mais espaço. O 348 marcou uma mudança radical na forma como a fábrica de Maranello construía seus carros. Feita a substituição de um chassi de tubos de aço tradicional por uma estrutura muito mais rígida do tipo monobloco com subchassi traseiro tubular.
O 348 era apresentado nas versões "TB" para o estilo fechado Berlinetta (Cupê) e "TS" para o Targa, que era um descapotável estilo Targa (teto rígido parcialmente removível) e Spider.
O nome do carro segue a regra utilizada pela Ferrari para designar seus modelos, fazendo referência á configuração do motor. Sendo assim, a designação 348 é explicada como 34 (abreviando 3.4L para o tamanho do motor em Cilindradas Cúbicas) e 8 (para a quantidade de cilindros do motor).
Seu motor V8 de exatas 3405cc, é montado longitudinalmente em posição central, e acoplado a uma transmissão de 5 marchas montada na transversal, daí o "T" de TS e TB. A taxa de compressão de 10,4:1 e um sistema de injeção de combustível Bosch Motronic 2.5 (composto por duas unidades de processamento, sendo uma para cada bancada de cilindros) ajudou a gerar 300 cavalos de potência, 30-40 mais do que o Ferrari 328, enquanto um sistema de lubrificação de cárter seco baixou o centro de gravidade do carro se comparado ao seu antecessor.
A suspensão era do tipo independente nas 4 rodas, com braços triangulares sobrepostos, molas, amortecedores telescópicos e barras estabilizadoras. Os freios à discos ventilados eram muito maiores do que os equipados no 328, e utilizou a tecnologia antibloqueio (ABS).

## Versões GTB / GTS

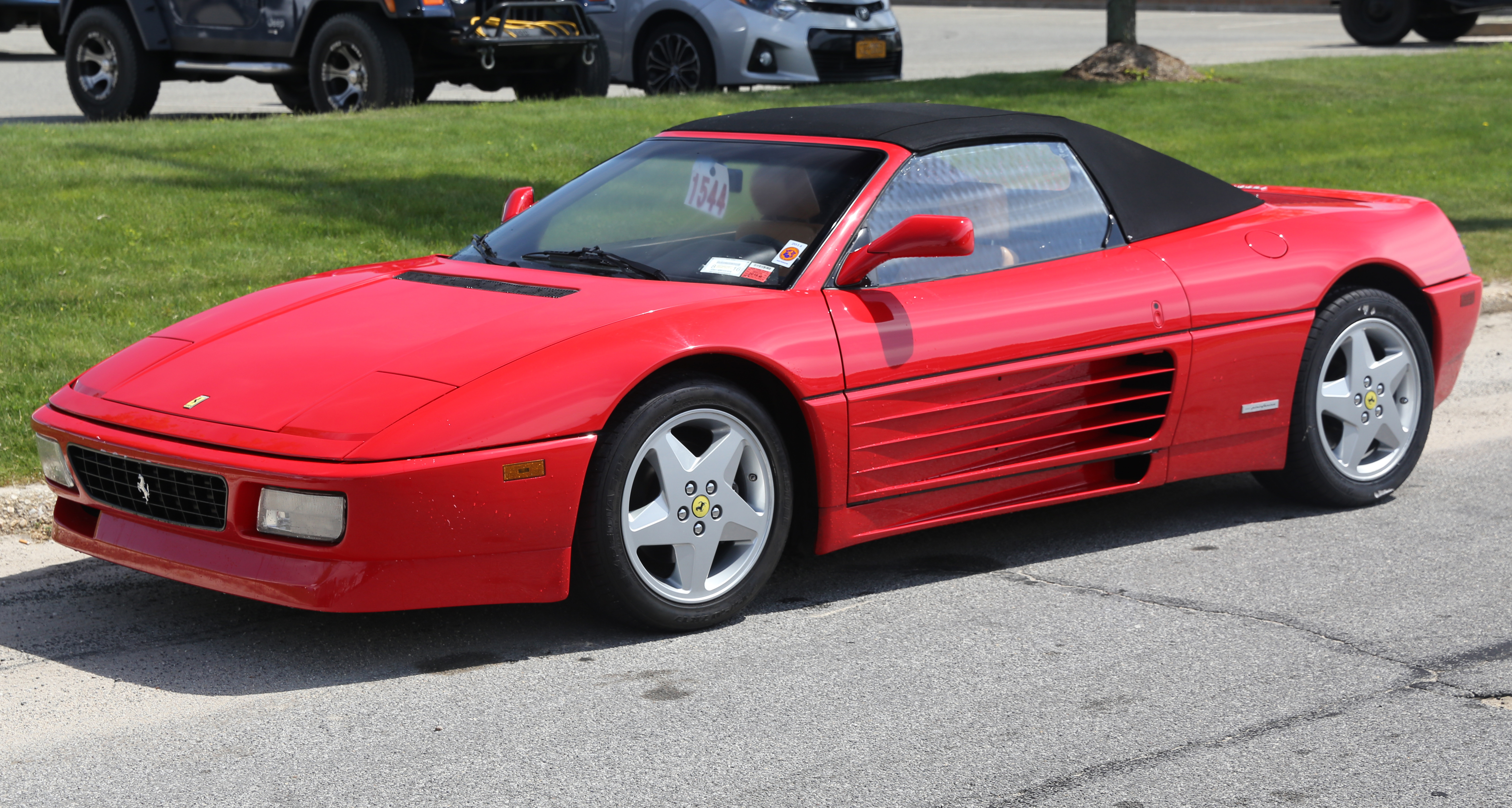
Ferrari 348 Spider de 1993

Durante os anos em que foi produzido, a empresa trabalhou bastante no projeto original para melhorar o 348. Reviu-se o mecanismo de mudança de marchas da transmissão, modificações na climatização do carro e melhorias também no sistema de injeção de combustível que passou para Motronic 2.7 (sistema de injeção eletrônica de combustível Bosch). Foram alterados ainda componentes da suspensão, onde foram instalados novos amortecedores e molas. 
Nasceram assim em 1993, as novas versões Berlinetta (agora GTB), Targa (agora GTS) e Spider (oferecendo um teto totalmente conversível em lugar do estilo Targa). O modelo contava agora com um motor melhorado e alguns detalhes estéticos, tais como o emblema cromado na traseira, uma grade dianteira diferente e assentos dos bancos com novas almofada. As partes inferiores da carroçaria passam a ser pintadas na cor da carroceria, assim como a tampa do motor. 
O motor agora designado F119H, além do novo sistema de injeção eletrônica, contava ainda com um coletor de admissão mais alto, uma taxa de compressão aumentada de 10,4:1 para 10,8:1, um sistema de escapamento mais leve e direto (apenas um silenciador) e um novo acerto no sistema de ignição eletrônica, o que garantiam 320 cv de potência.
Surgiram ainda nessa época as versões 348 Challenge (especialmente destinado a competição monomarca promovida pela Ferrari nos anos 90) e a versão GT Competizione (este de uso restrito em circuitos fechados e destinado a competições do tipo FIA-GT).

## Especificações

### TS/TB
- Motor: 4 comandos de válvulas no cabeçote, 32 Válvulas, 8 cilindros em V, 3405 cc.
- Potência: 300 bhp (224 kW) @ 7200 rpm.
- Transmissão: 5 velocidades manual.
- Chassis: Plataforma em aço com sub-chassis tubular na traseira.
- Suspensão: Independente nas 4 rodas, com triângulos sobrepostos e ajuste de altura.
- Freios: Discos ventilados nas 4 rodas, com pinças de 4 pistões. Sistema ABS de série.
- Velocidade Máxima: 275 km/h (171+ mph)*
- Aceleração:
  - 0–100 km/h (62 mph): 5.4 s*
  - 0–161 km/h (100 mph): 12.2 s*
- 1/4 milha : 13.4 s*

### GTB/GTS
- Motor: 4 comandos de válvulas no cabeçote, 32 Válvulas, 8 cilindros em V, 3405 cc.
- Potência: 320 bhp @ 7800 rpm.
- Transmissão: 5 velocidades manual.
- Chassis: Plataforma em aço com sub-chassis tubular na traseira.
- Suspensão: Independente nas 4 rodas, com triângulos sobrepostos e ajuste de altura.
- Freios: Discos ventilados nas 4 rodas, com pinças de 4 pistões. Sistema ABS de série.
- Velocidade Máxima: 281,5 km/h (175+ mph)*
- Aceleração:
  - 0–100 km/h (62 mph): 5.3 s*
  - 0–161 km/h (100 mph): 12.0 s*
- 1/4 milha : 13.2 s*  *dados do fabricante

## Produção
Um total de 8.844 unidades do Ferrari 348 foram produzidas entre 1989 e 1995. Foram produzidas 2.895 unidades do 348 TB, 4.228 do 348 TS e 1.146 do 348 Spider. A produção do 348 GTB e 348 GTS foi muito mais limitada, já que apenas 222 unidades do GTB e 218 do GTS foram fabricadas.